# كأس الرابطة الفرنسية 2015–16
كأس الدوري الفرنسي 2015–16 هي البطولة رقم 22 من بطولة كأس الدوري الفرنسي.

## الدور الأول
| الفريق الأول | النتيجة             | الفريق الثاني |
| ------------ | ------------------- | ------------- |
| لانس         | 0–0 (ب.و.أ) (2–4 ر) | أجاكسيو       |
| لافال        | 1–0                 | نيم أولمبيك   |
| أوكسير       | 1–0                 | النجم الأحمر  |
| بريست        | 2–2 (ب.و.أ) (3–5 ر) | بورغ بيروناس  |
| أرليه        | ملغاة               | إيفيان        |
| نانسي        | 2–1                 | شاتورو        |
| باريس        | 1–2 (ب.و.أ)         | ميتز          |
| فالينسيان    | 1–3                 | كليرمون       |
| سوشو         | 3–2                 | نيور          |
| أورليانز     | 1–2                 | تور           |
| ديجون        | 3–3 (ب.و.أ) (4–3 ر) | كريتيل        |
| لوهافر       | 1–2                 | سي أ باستيا   |

## الدور الثاني
| الفريق الأول | النتيجة             | الفريق الثاني |
| ------------ | ------------------- | ------------- |
| إيفيان       | 3–2                 | كليرمون       |
| ديجون        | 2–0                 | ميتز          |
| تور          | 2–0                 | سوشو          |
| أجاكسيو      | 1–2 (ب.و.أ)         | لافال         |
| بورغ بيروناس | 0–0 (ب.و.أ) (5–4 ر) | نانسي         |
| سي أ باستيا  | 1–1 (ب.و.أ) (0–3 ر) | أوكسير        |

## دور الـ32
| الفريق الأول    | النتيجة             | الفريق الثاني |
| --------------- | ------------------- | ------------- |
| إيفيان          | 2–2 (ب.و.أ) (4–5 ر) | لافال         |
| تور             | 1–0                 | أنجيه         |
| باستيا          | 0–1                 | رين           |
| ديجون           | 2–1                 | ستاد ريمس     |
| ليل             | 2–1                 | تروا          |
| كاين            | 1–2                 | نيس           |
| لوريان          | 3–2                 | مونبلييه      |
| تولوز           | 3–3 (ب.و.أ) (2–1 ر) | أوكسير        |
| بورغ بيروناس    | 3–2 (ب.و.أ)         | نانت          |
| جازيليك أجاكسيو | 0–1 (ب.و.أ)         | جينجان        |

## دور الـ16
| الفريق الأول     | النتيجة             | الفريق الثاني    |
| ---------------- | ------------------- | ---------------- |
| ليل              | 1–0                 | لافال            |
| جينجان           | 2–2 (ب.و.أ) (4–3 ر) | نيس              |
| لوريان           | 3–0                 | ديجون            |
| رين              | 1–3                 | تولوز            |
| بوردو            | 3–0                 | موناكو           |
| بورغ بيروناس     | 2–3                 | أولمبيك مارسيليا |
| أولمبيك ليون     | 2–1                 | تور              |
| باريس سان جيرمان | 1–0                 | سانت إتيان       |

## ربع النهائي
| الفريق الأول     | النتيجة             | الفريق الثاني    |
| ---------------- | ------------------- | ---------------- |
| بوردو            | 2–0                 | لوريان           |
| تولوز            | 2–1 (ب.و.أ)         | أولمبيك مارسيليا |
| جينجان           | 0–0 (ب.و.أ) (2–4 ر) | ليل              |
| باريس سان جيرمان | 2–1                 | أولمبيك ليون     |

## نصف النهائي
| الفريق الأول     | النتيجة | الفريق الثاني |
| ---------------- | ------- | ------------- |
| ليل              | 5–1     | بوردو         |
| باريس سان جيرمان | 2–0     | تولوز         |

## النهائي
| 23 أبريل 2016 | باريس سان جيرمان                        | 2–1               | ليل              | فرنسا ، سان دوني                 |
| 21:00         | خافيير باستوري 40' · أنخيل دي ماريا 74' | تقرير (بالفرنسية) | جبريل سيديبي 49' | الحضور: 68،640 الحكم: رودي بوكيه |

## روابط خارجية
- كأس الدوري الفرنسي 2015–2016
- Coupe de la Ligue 2015–2016